# 권기표
권기표(1997년 6월 26일 ~ )는 대한민국의 축구 선수로, 포지션은 미드필더이다. 현재 진주시민축구단 소속이다.

## 선수 경력
권기표는 포항제철중학교와 포항제철고등학교를 모두 거친 포항 스틸러스 유스 시스템의 유산이다. 포항제철고 재학 당시에는 왕중왕전 결승전에서 득점포를 쏘아올리며 팀의 우승을 견인하기도 하였다. 고등학교 졸업 이후 프로 직행 대신 대학 진학을 선택하며, 건국대학교 축구부에 입단하였다.
2018 시즌을 앞두고 포항 스틸러스에 입단하며 프로 계약을 체결하였다. 해당 시즌 동안 리그에서는 2경기밖에 나서지 못했으나, R리그에 주로 출전하여 19경기 14골 5도움을 기록하며 R리그 득점왕을 차지하였다.
2019 시즌, K리그2의 서울 이랜드 FC로 임대 이적하였다. 2019년 5월 25일 열린 FC 안양과의 경기에서 K리그 데뷔골을 기록했다. 2019시즌 21경기 3골을 기록하였다.
2020년 1월, FC 안양으로 임대되었다.